# Oposat (matemàtiques)
En matemàtiques, l'element oposat o l'element invers de l'addició, d'un nombre n és el nombre que, quan se suma a n, dona zero.
L'element oposat de n s'escriu −n.
Per exemple, l'oposat de 7 és −7, perquè 7 + (−7) = 0, i l'oposat de −0.3 és 0.3, perquè −0.3 + 0.3 = 0.
L'element oposat d'un nombre es defineix com el seu element invers respecte l'operació d'addició. Es pot calcular multiplicant el nombre per −1; és a dir, −n = −1 × n.
Els nombres enters, racionals, reals, i complexos tenen tots element oposat, ja que contenen tant nombres positius com negatius. En canvi en els nombres naturals, cardinals, i ordinals, en general no tenen element oposat dins del mateix conjunt (tret de l'element neutre de la suma, el 0 que és l'oposat de si mateix). Així, per exemple, es pot dir que els nombres naturals tenen element oposat, però com que aquests elements oposats no són ells mateixos nombres naturals, el conjunt dels nombres naturals no és tancat respecte de la inversa additiva.

## Definició general
La notació '+' es reserva per operacions commutatives, és a dir, tals que x + y = y + x, per a qualsevol x,y. Si aquesta operació admet un element neutre o (tal que x + o (= o + x) = x per tot x), llavors aquest element és únic (o' = o' + o = o). Si llavors, per a un xdonat, existeix un  x'  tal que x + x' (= x' + x) = o, llavors  x'  es diu que és un element oposat de x. Aquest element oposat és únic per tot nombre real.
Si '+' és associativa ((x+y)+z = x+(y+z) per a tot x,y,z), llavors l'element oposat és únic
( x" = x" + o = x" + (x + x') = (x" + x) + x' = o + x' = x' )
I s'escriu (– x), i es pot escriure x – y en lloc de x + (– y). 

## Altres exemples
Tots els exemples següents, de fet, són grups abelians:
- addició de funcions reals: aquí, l'element oposat d'una funció f és la funció –f definida per (– f)(x) = – f(x), per a tot x, de forma que f + (–f) = o, la funció nul·la (constant igual a zero, per a tots els arguments).
- de forma més general, el que s'ha dit abans es pot aplicar a qualsevol funció que doni valors en un grup abelià ('zero' significarà llavors l'element neutre d'aquest grup):

- funcions complexes,
- funcions amb valors en espais vectorials (no necessàriament lineals),

- Successions, matrius i xarxes també són classes especials de funcions.
- En un espai vectorial additiu, l'element oposat correspon al producte escalar per −1. Per un espai euclidià, això correspon a la inversió respecte de l'origen.
- En aritmètica modular, l'element oposat de x també està definit: és el nombre a tal que a+x ≡ 0 (mod n). Aquest element oposat additiu sempre existeix. Per exemple, l'oposat de3 mòdul 11 és 8 perquè és la solució de 3+x ≡ 0 (mod 11).